# Marques Green
Pour les articles homonymes, voir Green.
Marques Green, né le 18 mars 1982, à Norristown, en Pennsylvanie, est un joueur de basket-ball américain naturalisé macédonien. Il évolue au poste de meneur.

## Biographie
Green vient de l'université de Saint Bonaventure où il a joué avec les Bonnies de Saint Bonaventure. Lors de sa dernière année, il tourne à 19,4 points, 3,3 rebonds, 5,2 passes décisives et 4,0 interceptions par match. Après son diplôme, il décide de continuer sa carrière en Europe et signe en France son premier contrat professionnel à Roanne.
Un an plus tard, il reste en France et signe à Nancy où il termine la saison avec 9,9 points et 6,6 passes décisives par match. Il joue ensuite en Turquie au TED Ankara Kolejliler, équipe avec qui il marque plus de 500 points sur une saison.
Il part ensuite en Italie, à Avellino.
En août 2012, Green signe un contrat d'un an au KK Cedevita. Le 2 janvier 2013, il retourne en Italie et signe un contrat avec l'Olimpia Milan jusqu'à la fin de la saison.
Le 7 juillet 2013, Green signe pour une année à Sassari.
En août 2014, il revient à Kolejliler en Turquie. Le 13 mars 2015, il quitte Ankara et retourne en Italie, à Avellino.

## Palmarès
- Vainqueur de la coupe d'Italie 2008